# Windsor Noncent
Windsor Noncent (ur. 12 czerwca 1984 w Clichy) – haitański piłkarz występujący na pozycji obrońcy.
W swojej karierze rozegrał 139 spotkań w czwartej lidze francuskiej. Wystąpił też w 17 meczach drugiej ligi węgierskiej.
W reprezentacji Haiti zadebiutował 17 kwietnia 2007 w wygranym 1:0 towarzyskim meczu z Salwadorem i strzelił wówczas gola. W tym samym roku został powołany do kadry na Złoty Puchar CONCACAF, nie zagrał jednak na nim w żadnym meczu, a Haiti zakończyło turniej na fazie grupowej. W latach 2007–2008 w drużynie narodowej wystąpił 9 razy.